# Terpsis quadrivittata
Terpsis quadrivittata là một loài bọ cánh cứng trong họ Chrysomelidae. Loài này được Champion miêu tả khoa học năm 1893.